# 데이빗 폭스
데이비드 리 폭스(David Lee Fox, 1983년 12월 13일 ~ )는 잉글랜드의 전 축구 선수이다. 현역 시절 포지션은 미드필더였다.